# 克莱姆·帕克
克莱姆·帕克（英語：Clem Parker，1926年12月31日—2017年11月6日），新西兰男子田径运动员，主攻短跑。他曾代表新西兰参加1950年大英帝国运动会田径比赛，获得男子4×110码接力铜牌。